# داگ رایت
داگ رایت (انگلیسی: Doug Wright؛ زادهٔ ۱۹۶۲) یک فیلم‌نامه‌نویس، پدیدآور، نمایش‌نامه‌نویس و نویسنده اهل ایالات متحده آمریکا است.